# Fußball-Bezirksklasse Dresden-Bautzen 1935/36
Die Fußball-Bezirksklasse Dresden-Bautzen 1935/36 war die dritte Spielzeit der Fußball-Bezirksklasse Dresden-Bautzen im Sportgau Sachsen. Sie diente als eine von vier zweitklassigen Bezirksklassen als Unterbau der Gauliga Sachsen. Die Meister dieser vier Spielklassen qualifizierten sich für eine Aufstiegsrunde, in der zwei Aufsteiger zur Gauliga Sachsen ausgespielt wurden.
Die Bezirksliga Dresden-Bautzen wurde in dieser Spielzeit in einer Gruppe mit zehn Vereinen im Rundenturnier mit Hin-und-Rückspiel ausgetragen. Saisonstart war der 9. September 1935, das letzte Saisonspiel kam am 20. April 1936 zur Austragung. Als Bezirksmeister setzte sich ungeschlagen der Riesaer SV mit sechs Punkten Vorsprung vor der SpVgg Dresden durch und qualifizierte sich dadurch für die Aufstiegsrunde zur Gauliga Sachsen 1936/37. In dieser setzten sich die Riesaer durch und spielten in der kommenden Spielzeit somit erstklassig. Der SV 08 Bischofswerda und Sportlust Zittau stiegen nach dieser Spielzeit in die Kreisklasse ab.

## Kreuztabelle
Die Kreuztabelle stellt die Ergebnisse aller überlieferten Spiele dieser Saison dar. Die Heimmannschaft ist in der linken Spalte, die Gastmannschaft in der oberen Zeile aufgelistet.
| 1935/36                 | Riesaer SV | SpVgg Dresden | VfB 03 Dresden | Südwest Dresden | Budissa Bautzen | Radebeuler BC | Sportfreunde Freiberg | Sachsen Dresden | SV 08 Bischofswerda | Sportlust Zittau |
| ----------------------- | ---------- | ------------- | -------------- | --------------- | --------------- | ------------- | --------------------- | --------------- | ------------------- | ---------------- |
| Riesaer SV              |            | 3:0           | 2:2            | 8:2             | 4:0             | 3:1           | 2:1                   | 7:0             | 7:0                 | 5:0              |
| SpVgg Dresden           | 3:3        |               | 3:0 a          | 1:0             | 2:1             | 4:4           | 1:6                   | 3:1             | 5:1                 | 13:2             |
| VfB 03 Dresden          | 0:2        | 3:2 a         |                | 1:2             | 6:2             | 0:2           | 1:0                   | 4:0             | 1:2                 | 2:1              |
| SV Südwest Dresden      | 1:6        | 1:5           | 5:2            |                 | 2:0             | 4:1           | 1:1                   | 0:2             | 6:1                 | 6:0              |
| SV Budissa Bautzen      | 0:3        | 1:6           | 1:0            | 3:1             |                 | 5:1           | 2:1                   | 2:2             | 2:1                 | 4:2              |
| Radebeuler BC           | 2:2        | 2:6           | 0:4            | 1:1             | 10:3            |               | 2:3                   | 3:2             | 5:2                 | 4:2              |
| Sportfreunde Freiberg   | 0:2        | 3:3           | 0:1            | 4:2             | 1:3             | 4:2           |                       | 0:0             | 0:1                 | 4:1              |
| FV Sachsen 1900 Dresden | 1:3        | 2:3           | 4:4            | 1:1             | 0:1             | 1:1           | 3:2                   |                 | 1:1                 | 5:1              |
| SV 08 Bischofswerda     | 2:4        | 0:10          | 0:1            | 1:3             | 0:2             | 3:4           | 2:3                   | 4:2             |                     | 4:3              |
| Sportlust Zittau        | 1:2        | 0:7           | 2:4            | 1:4             | 1:0             | 1:2           | 0:5                   | 1:3             | 4:1                 |                  |

## Abschlusstabelle
| Pl. | Verein                  | Sp. | S  | U | N  | Tore    | Quote | Punkte |
| --- | ----------------------- | --- | -- | - | -- | ------- | ----- | ------ |
| 1.  | Riesaer SV              | 18  | 15 | 3 | 0  | 068:160 | 4,25  | 33:30  |
| 2.  | SpVgg Dresden           | 18  | 12 | 3 | 3  | 077:330 | 2,33  | 27:90  |
| 3.  | VfB 03 Dresden          | 18  | 9  | 2 | 7  | 036:300 | 1,20  | 20:16  |
| 4.  | SV Südwest Dresden (N)  | 18  | 8  | 3 | 7  | 042:390 | 1,08  | 19:17  |
| 5.  | SV Budissa Bautzen      | 18  | 9  | 1 | 8  | 032:430 | 0,74  | 19:17  |
| 6.  | Radebeuler BC (N)       | 18  | 7  | 4 | 7  | 047:500 | 0,94  | 18:18  |
| 7.  | Sportfreunde Freiberg   | 18  | 7  | 3 | 8  | 038:290 | 1,31  | 17:19  |
| 8.  | FV Sachsen 1900 Dresden | 18  | 4  | 6 | 8  | 030:410 | 0,73  | 14:22  |
| 9.  | SV 08 Bischofswerda     | 18  | 4  | 1 | 13 | 026:630 | 0,41  | 09:27  |
| 10. | Sportlust Zittau        | 18  | 2  | 0 | 16 | 023:750 | 0,31  | 04:32  |

| (N) | Aufsteiger aus der 1. Kreisklasse |